# Снічани
Снічани (пол. Śniczany) — село в Польщі, у гміні Сідра Сокульського повіту Підляського воєводства.
Населення — 90 осіб (2011).
У 1975-1998 роках село належало до Білостоцького воєводства.

## Демографія
Демографічна структура станом на 31 березня 2011 року:
|          | Загалом | Допрацездатний вік | Працездатний вік | Постпрацездатний вік |
| -------- | ------- | ------------------ | ---------------- | -------------------- |
| Чоловіки | 53      | 8                  | 36               | 9                    |
| Жінки    | 37      | 1                  | 19               | 17                   |
| Разом    | 90      | 9                  | 55               | 26                   |